# Deltaphyma horstoki
Deltaphyma horstoki är en stekelart som beskrevs av Van Achterberg 1983. Deltaphyma horstoki ingår i släktet Deltaphyma och familjen bracksteklar. Inga underarter finns listade i Catalogue of Life.